# 刘永忠
刘永忠（1957年—），男，江苏丹阳人，中华人民共和国政治人物，曾任中共淮安市委书记，江苏省人大常委会副主任。

## 生平
刘永忠于1994年出任镇江市计委主任，进入镇江市委常委。1995年升任镇江市副市长。2000年任镇江市委副书记、常务副市长。2001年12月调任连云港，任市委副书记、市长。2008年3月改任淮安市市委书记。2008年起担任全国人大代表。2011年10月刘永忠当选中共淮安市委书记。